# The Don Killuminati: The 7 Day Theory
The Don Killuminati: The 7 Day Theory – ostatni album ukończony przed śmiercią amerykańskiego rapera Tupaca Shakura i jednocześnie pierwszy wydany po jego śmierci. Tupac występuje tu pod pseudonimem Makaveli. Artysta pracował nad albumem do śmierci.
Płyta została całkowicie ukończona w ciągu siedmiu dni (teksty zostały napisane i nagrane w ciągu zaledwie trzech dni, a miks i mastering zajęły pozostałe cztery) w sierpniu 1996 i są to jedne z ostatnich utworów nagranych przed strzelaniną z 7 września 1996. Jakkolwiek album został wydany prawie 2 miesiące po jego śmierci 5 listopada 1996. Album sprzedał się w ilości 630 000 egzemplarzy w ciągu pierwszego tygodnia.
Wcześniejszy album All Eyez on Me jest uważany za „uwielbienie życia” Tupaca. The Don Killuminati: The 7 Day Theory jest zdecydowanie mroczniejszy. Album sprzedał się w ilości ponad 4 000 000 egzemplarzy w Stanach Zjednoczonych i uzyskał certyfikat poczwórnej platynowej płyty. 

## Lista utworów
| #  | Tytuł                                 | Wykonawca                                    | Producent                                    |
| -- | ------------------------------------- | -------------------------------------------- | -------------------------------------------- |
| 1  | „Intro/Bomb First” (My Second Reply)” | Makaveli; E.D.I.; Young Noble                | Darryl „Big D” Harper; Makaveli              |
| 2  | „Hail Mary”                           | Makaveli; Outlawz; Prince Ital               | Hurt-M-Badd                                  |
| 3  | „Toss It Up”                          | Makaveli; Danny Boy; K-Ci; Jo-Jo; Aaron Hall | Dametrius Ship; Reggie Moore                 |
| 4  | „To Live & Die in LA”                 | Makaveli; Val Young                          | QDIII                                        |
| 5  | „Blasphemy”                           | Makaveli                                     | Hurt-M-Badd                                  |
| 6  | „Life of an Outlaw”                   | Makaveli; Outlawz                            | Darryl „Big D” Harper; Makaveli              |
| 7  | „Just Like Daddy”                     | Makaveli, Outlawz                            | Hurt-M-Badd                                  |
| 8  | „Krazy”                               | Makaveli; Bad Azz                            | Darryl „Big D” Harper                        |
| 9  | „White Man'z World”                   | Makaveli                                     | Darryl „Big D” Harper                        |
| 10 | „Me and My Girlfriend”                | Makaveli                                     | Makaveli; Hurt-M-Badd; Darryl „Big D” Harper |
| 11 | „Hold Ya Head”                        | Makaveli; Tyrone Wrice                       | Hurt-M-Badd                                  |
| 12 | „Against All Odds”                    | Makaveli                                     | Makaveli, Hurt-M-Badd                        |

## Certyfikaty i sprzedaż
| Kraj                     | Certyfikat         | Sprzedaż   |
| ------------------------ | ------------------ | ---------- |
| Kanada (MC)              | złota płyta        | 50 000+    |
| Stany Zjednoczone (RIAA) | 4x platynowa płyta | 4 000 000+ |
| Wielka Brytania (BPI)    | złota płyta        | 100 000+   |